# Federico Guillermo del Palatinado-Neoburgo
El conde Federico Guillermo del Palatinado (Dussedorf, 20 de julio de 1665-Maguncia, 23 de julio de 1689) fue un príncipe y militar alemán, miembro de la casa del Palatinado.

## Biografía
Fue uno de los 17 hijo fruto de la unión del por entonces duque del Palatinado-Neoburgo, Jülich y Berg, Felipe Guillermo (1685 sería Elector Palatino) y su segunda esposa Isabel Amalia de Hesse-Darmstadt.
Se educó en la corte de su padre entre las ciudades de Neoburgo y Düsseldorf, junto con sus hermanos de la misma edad. Para su educación se les asignó un jesuita. 
Desde su infancia fue destinado a la carrera eclesiástica, llegando a recibir las cuatro órdenes menores en 1678 con trece años de manos del obispo de Augsburgo. A lo largo de su vida recibiría diferentes nombramientos para distintas dignidades eclesiásticas:
- El 17 de febrero de 1677, coadjuntor al preboste de la catedral de Constanza.
- En 1689  canónigo de la catedral de San Pablo en Münster.

En este último año decide emprender la carrera militar, incorporándose al Regimiento Dietrichstain del ejército imperial mandado por su hermano mayor Carlos Felipe.
Murió como consecuencia de un arcabuzazo durante el Sitio de Maguncia por parte de las tropas imperiales en el marco de la Guerra de los Nueve Años. Su cadáver fue llevado primero a Fráncfort, donde fue embalsamado, y posteriormente fue enterrado en el mausoleo de la casa del Palatinado en la iglesia de San Andrés de Düsseldorf.